# Edward Creighton

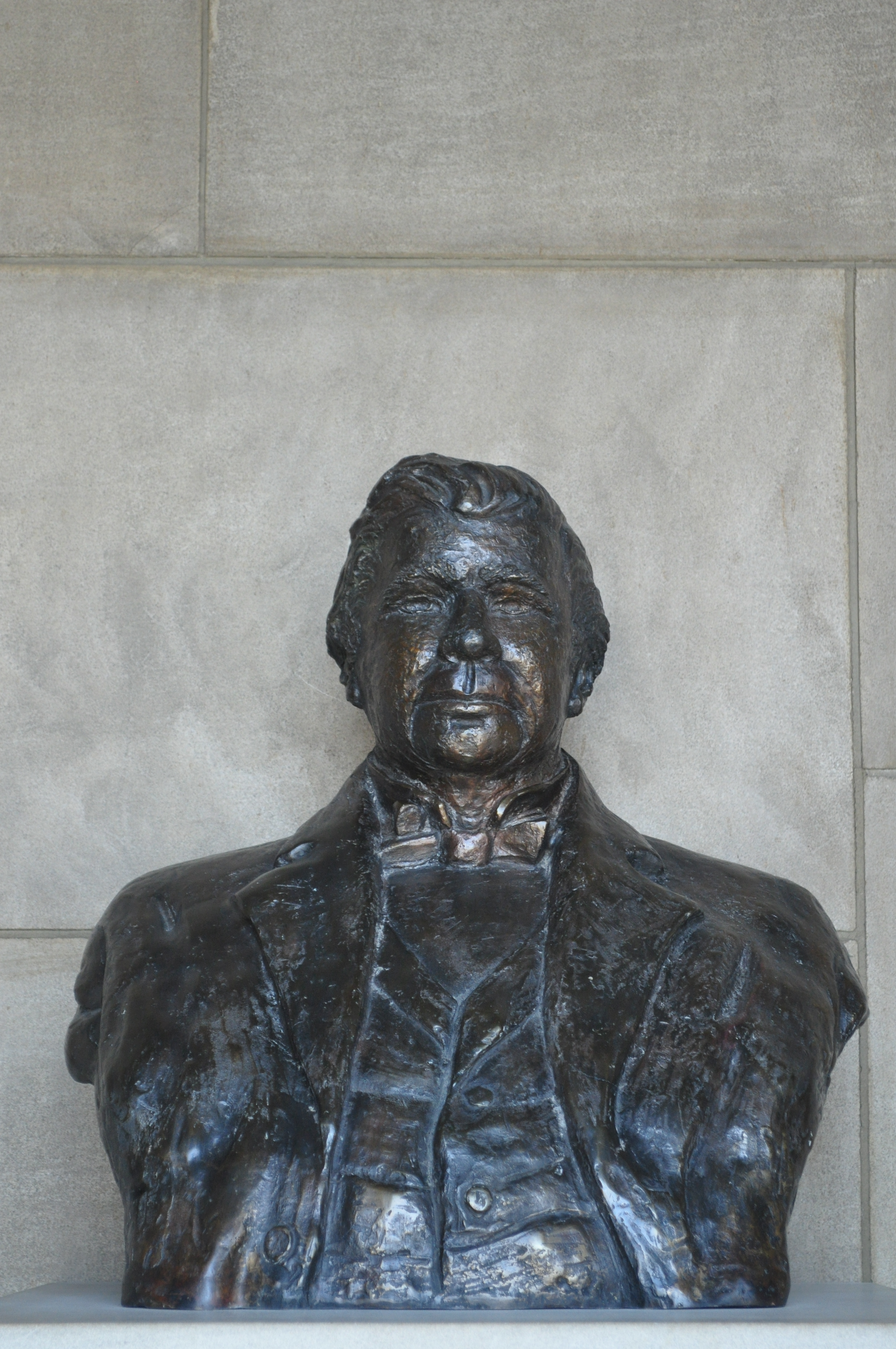
Edward Creighton, Büste von Phyllis Aspen, in der Nebraska Hall of Fame

Edward A. Creighton (* 31. August 1820; † 5. November 1874) war ein US-amerikanischer Geschäftsmann in Omaha, Nebraska, der am Ausbau des Telegrafen- und Eisenbahnnetzes beteiligt war. Nach ihm wurde die Creighton University (gegründet 1878, zunächst Creighton College) in Omaha benannt. Er war 1862 der reichste Bürger Nebraskas. Zum Zeitpunkt seines Todes besaß er 1.157.193,05 US-Dollar, was heute etwa 20 Millionen Dollar entspricht.

## Anfänge und Familie
Creighton stammte aus Ohio. Creightons Großmutter Bridget Creighton war 1805 in die USA eingewandert, da sie aus ihrem County Monaghan in Irland von dem Landbesitzer vertrieben wurde. Geboren wurde er als fünftes Kind von James Creighton.
Bevor er 1857 nach Omaha kam, hatte er schon als Farmer gearbeitet sowie sich mit Frachtverladung und dem Bau von Telegrafenlinien befasst.
In Omaha begannen seine Geschäftstätigkeiten mit der Einfuhr von Holz aus Pittsburgh in Pennsylvania. 1858 unterstützte er den Bau einer Telegrafenlinie von Saint Joseph (Missouri) nach Omaha, das nun eine Telegrafenverbindung zur Ostküste der USA hatte.
Ab dem 7. Oktober 1856 war er mit Mary Lucretia Creighton verheiratet. Sein Sohn Charles David wurde 1859 geboren, starb jedoch bereits im Alter von fünf Jahren.

## Telegrafenbau
1860 bis 1861 leitete er den Telegrafenbau zur Schließung der ersten transkontinentalen Telegrafenverbindung in Richtung Westen. Den entgegenkommenden Ausbau von der Westküste nach Osten leitete James Gamble als Chef der neugegründeten Pacific Telegraph Company. Beide lieferten sich eine Art Wettstreit, wer als erster den Verbindungspunkt beider Linien, Salt Lake City, erreichen würde. Die beiden Linien trafen sich im Oktober 1861; Creighton war jedoch eine Woche schneller gewesen.
Nach 1867 baute er außerdem noch eine Telegrafenlinie von Salt Lake City nach Montana sowie andere Linien für die Union Pacific Railroad.

## Andere Aktivitäten
1864 züchtete Creighton Vieh bei Laramie (Wyoming) und verkaufte sein Rindfleisch an die Mitarbeiter der Union Pacific Railroad.
Des Weiteren war er seit deren Gründung 1863 und bis zu seinem Tod Präsident der First National Bank of Omaha.

## Nach seinem Tod
Creighton wurde auf dem Holy Sepulchre Cemetery in Omaha begraben.
Er wollte eine Bildungseinrichtung in Omaha errichten lassen; nach seinem Tod förderte seine Witwe die Gründung der Creighton University.
In Fritz Langs Western Überfall der Ogalalla wurde Creighton 1941 von Dean Jagger verkörpert. 1958 wurde Creighton in die National Cowboy Hall of Fame aufgenommen, 1983 in die Nebraska Hall of Fame.